# Taufbach (Kocher)
Der Taufbach ist ein über drei Kilometer langer rechter Zufluss des oberen Kochers im Stadtgebiet von Aalen im Ostalbkreis im östlichen Baden-Württemberg, der nördlich der Altstadt mündet.

## Geographie

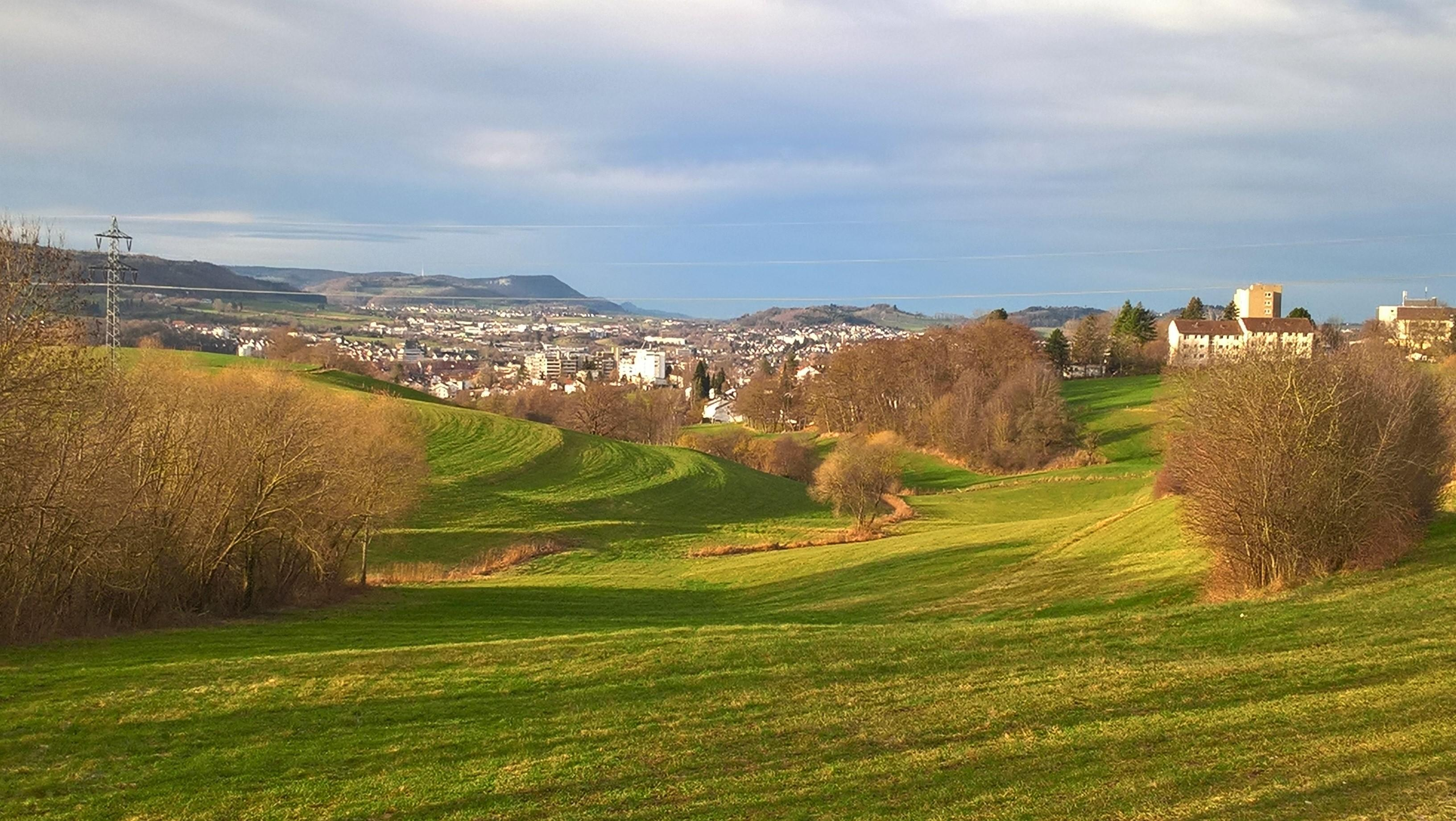
Blick über das Tal des Taufbachs nach Aalen

### Verlauf
Der Taufbach entspringt in einem kleinen Tal zwischen dem Aalener Teilort Himmlingen und dem Aalener Wohngebiet Grauleshof. Kurz vor dem eigentlichen Beginn befindet sich ein kleiner Auwaldstreifen mit Bruch- und Asch-Weiden, welcher als ursprünglicher Oberlauf des Taufbaches angesehen wird.
Etwas nach dem Beginn des Baches befinden sich am Bachufer Hecken, kleine Sümpfe und Auwälder, welche unter anderem mit Schwarzerlen, Bruch-Weiden und Eschen bewachsen sind. Im weiteren Verlauf finden sich zudem Nasswiesen und weitere kleine Auwälder.
Im Aalener Stadtgebiet ist der Taufbach größtenteils verdolt. Erst kurz vor dem Aalener Stadtgarten fließt er wieder als Oberflächengewässer und mündet direkt nach dem Stadtgarten von rechts in den Kocher. Nur einige Meter nach der Mündung fließt auch der Hirschbach von derselben Seite in den Kocher.